# 37627 Lucaparmitano
37627 Lucaparmitano è un asteroide della fascia principale. Scoperto nel 1993 da Vincenzo Silvano Casulli, presenta un'orbita caratterizzata da un semiasse maggiore pari a 2,4816746 UA e da un'eccentricità di 0,1842385, inclinata di 10,96105° rispetto all'eclittica.
L'asteroide è dedicato all'astronauta italiano Luca Parmitano.